# David Drocco
David Hernán Drocco (Córdoba, 20 gennaio 1989) è un calciatore argentino, centrocampista svincolato.

## Caratteristiche tecniche
È un mediano.

## Carriera
Cresciuto nelle giovanili del Boca Juniors, ha esordito il 4 maggio 2009 in occasione del match perso 3-2 contro il Banfield.